# Oberthal
Oberthal är en ort och kommun i distriktet Bern-Mittelland i kantonen Bern, Schweiz. Kommunen har 717 invånare (2023).